# (200075) 3119 T-2
(200075) 3119 T-2 es un asteroide perteneciente al cinturón de asteroides, descubierto el 30 de septiembre de 1973 por Cornelis Johannes van Houten en conjunto a su esposa también astrónoma Ingrid van Houten-Groeneveld y el astrónomo Tom Gehrels desde el Observatorio del Monte Palomar, Estados Unidos.

## Designación y nombre
Designado provisionalmente como 3119 T-2.

## Características orbitales
3119 T-2 está situado a una distancia media del Sol de 2,302 ua, pudiendo alejarse hasta 2,810 ua y acercarse hasta 1,794 ua. Su excentricidad es 0,220 y la inclinación orbital 9,961 grados. Emplea 1276,12 días en completar una órbita alrededor del Sol.

## Características físicas
La magnitud absoluta de 3119 T-2 es 16,6.